# Joanna Fiodorow
Joanna Fiodorow (Augustów, 4 marzo 1989) è una martellista polacca.

## Palmarès
| Anno | Manifestazione    | Sede           | Evento              | Risultato | Prestazione | Note                                     |
| ---- | ----------------- | -------------- | ------------------- | --------- | ----------- | ---------------------------------------- |
| 2008 | Mondiali juniores | Bydgoszcz      | Lancio del martello | 19ª (q)   | 67,95 m     |                                          |
| 2009 | Europei under 23  | Kaunas         | Lancio del martello | 4ª        | 62,49 m     |                                          |
| 2011 | Europei under 23  | Ostrava        | Lancio del martello | Argento   | 70,06 m     |                                          |
| 2011 | Universiadi       | Shenzhen       | Lancio del martello | 8ª        | 63,40 m     |                                          |
| 2011 | Mondiali          | Taegu          | Lancio del martello | 20ª (q)   | 66,88 m     |                                          |
| 2012 | Giochi olimpici   | Londra         | Lancio del martello | 7ª        | 72,37 m     |                                          |
| 2014 | Europei           | Zurigo         | Lancio del martello | Bronzo    | 73,67 m     |                                          |
| 2015 | Universiadi       | Gwangju        | Lancio del martello | Argento   | 71,33 m     |                                          |
| 2015 | Mondiali          | Pechino        | Lancio del martello | 17ª (q)   | 68,72 m     |                                          |
| 2016 | Europei           | Amsterdam      | Lancio del martello | 10ª       | 69,48 m     |                                          |
| 2016 | Giochi olimpici   | Rio de Janeiro | Lancio del martello | 9ª        | 69,87 m     |                                          |
| 2017 | Mondiali          | Londra         | Lancio del martello | 6ª        | 73,04 m     |                                          |
| 2017 | Universiadi       | Taipei         | Lancio del martello | Bronzo    | 71,33 m     |                                          |
| 2018 | Europei           | Berlino        | Lancio del martello | Bronzo    | 74,00 m     |                                          |
| 2019 | Mondiali          | Doha           | Lancio del martello | Argento   | 76,35 m     | Miglior prestazione personale            |
| 2021 | Giochi olimpici   | Tokyo          | Lancio del martello | 7ª        | 73,83 m     | Miglior prestazione personale stagionale |

## Altre competizioni internazionali
2019
- Campionati europei a squadre di atletica leggera ( Bydgoszcz)